# Байсэ
Байсэ́ (кит. упр. 百色, пиньинь Bǎisè; чжуанск. Baksaek) — городской округ в Гуанси-Чжуанском автономном районе КНР.

## Палеонтология
В бассейне Байсэ, в пещере Чуйфэн (Chuifeng Cave) найден моляр гигантопитека, жившего 1,9 млн лет назад. Из эмали моляра удалось извлечь протеом, анализ которого показал, что Gigantopithecus blacki родственен современным орангутанам, а их эволюционные пути разошлись около 12—10 млн лет назад.

## История
Во времена империи Цин в 1729 году был образован Байсэский комиссариат (百色厅). В 1875 году он был поднят в статусе до «непосредственно управляемого» (то есть, стал подчиняться напрямую властям провинции, минуя промежуточные административные уровни). После Синьхайской революции в Китае была проведена реформа структуры административного деления, в ходе которой комиссариаты были упразднены, и в 1913 году Байсэский комиссариат был преобразован в уезд Байсэ (百色县).
После вхождения этих мест в состав КНР в конце 1949 года был образован Специальный район Байсэ (百色专区), состоящий из 13 уездов. В 1950 году в состав Специального района Байсэ перешёл уезд Дунлань из Специального района Цинъюань (庆远专区), но при этом уезды Цзиндэ и Тяньбао были переданы в состав Специального района Лунчжоу (龙州专区). В конце 1950 года был расформирован Специальный район Умин (武鸣专区), и в состав Специального района Байсэ перешли уезды Пинчжи, Годэ и Нама. В 1951 году уезды Цзинси, Чжэньбянь, Цзиндэ и Тянбао перешли из состава Специального района Лунчжоу в состав Специального района Байсэ, но при этом уезд Сянду был передан в состав Специального района Чунцзо (崇左专区), а уезд Нама перешёл в состав Специального района Биньян (宾阳专区).
В декабре 1952 года в провинции Гуанси был создан Гуйси-Чжуанский автономный район (桂西壮族自治区), и Специальный район Байсэ вошёл в его состав; при этом уезд Силун (西隆县) и западная часть уезда Силинь были объединены в Лунлиньский многонациональный автономный район (隆林各族自治区) уездного уровня, уезды Тяньси (田西县) и восточная часть уезда Силинь были объединены в уезд Тяньлинь, уезды Пинчжи (平治县) и Годэ (果德县) были объединены в уезд Пинго, уезды Линъюнь и Лэе — в уезд Линлэ (凌乐县), а уезды Цзиндэ (敬德县) и Тяньбао (天保县) — в уезд Дэбао, в результате чего в составе Специального района Байсэ стало 13 уездов.
В 1953 году был расформирован уезд Ваньган (万冈县), а его земли вошли в состав уездов Дунлань, Фэншань, Тяньян и Тяньдун; уезд Чжэньбянь (镇边县) был переименован в Мубянь (睦边县). В 1955 году из уездов Дунлань, Фэншань и Тяньдун был выделен Бама-Яоский автономный уезд, а Лунлиньский многонациональный автономный район был переименован в Лунлиньский многонациональный автономный уезд.
В 1956 году Гуйси-Чжуанский автономный район был переименован в Гуйси-Чжуанский автономный округ (桂西僮族自治州). В 1958 году автономный округ был упразднён, а вся провинция Гуанси была преобразована в Гуанси-Чжуанский автономный район.
В 1962 году был расформирован уезд Линлэ и воссозданы уезды Линъюнь и Лэе. В 1963 году из Лунлиньского многонационального автономного уезда был вновь выделен уезд Силинь. В 1965 году уезд Мубянь был переименован в Напо, а уезды Фэншань, Дунлань и Бама-Яоский автономный уезд были переданы в состав Специального района Хэчи (河池专区).
В 1971 году Специальный район Байсэ был переименован в Округ Байсэ (百色地区).
Постановлением Госсовета КНР от 8 октября 1983 года уезд Байсэ был преобразован в городской уезд.
Постановлением Госсовета КНР от 2 июня 2002 года были расформированы округ Байсэ и городской уезд Байсэ, и образован городской округ Байсэ; территория бывшего городского уезда Байсэ стала районом Юцзян в его составе.
В 2015 году уезд Цзинси был преобразован в городской уезд.
В ноябре 2019 года уезд Пинго был преобразован в городской уезд.

## Административно-территориальное деление
Городской округ Байсэ делится на 2 района, 2 городских уезда, 7 уездов и 1 автономный уезд:
| Карта | Карта                                         | Карта          | Карта                  | Карта            | Карта         |
| --- | --------------------------------------------- | -------------- | ---------------------- | ---------------- | ------------- |
| Юцзян Тяньян Тяньдун Дэбао Напо Линъюнь Лэе Тяньлинь Силинь Лунлиньский · многонациональный · автономный уезд Цзинси Пинго |                                               |                |                        |                  |               |
| Статус | Название                                      | Иероглифы      | Пиньинь                | Население (2010) | Площадь (км²) |
| Район | Юцзян                                         | 右江区         | Yòujiāng qū            |                  |               |
| Район | Тяньян                                        | 田阳区         | Tiányáng qū            |                  |               |
| Городской уезд | Цзинси                                        | 靖西市         | Jìngxī shì             |                  |               |
| Городской уезд | Пинго                                         | 平果市         | Píngguǒ shì            |                  |               |
| Уезд | Тяньдун                                       | 田东县         | Tiándōng xiàn          |                  |               |
| Уезд | Дэбао                                         | 德保县         | Débǎo xiàn             |                  |               |
| Уезд | Напо                                          | 那坡县         | Nàpō xiàn              |                  |               |
| Уезд | Линъюнь                                       | 凌云县         | Língyún xiàn           |                  |               |
| Уезд | Лэе                                           | 乐业县         | Lèyè xiàn              |                  |               |
| Уезд | Тяньлинь                                      | 田林县         | Tiánlín xiàn           |                  |               |
| Уезд | Силинь                                        | 西林县         | Xīlín xiàn             |                  |               |
| Лунлиньский многонациональный автономный уезд                                                                              | Лунлиньский многонациональный автономный уезд | 隆林各族自治县 | Lónglín gèzú zìzhìxiàn |                  |               |

## Экономика
Байсэ является крупным центром по выращиванию манго (плантации сосредоточены в районе Юцзян); также из манго производят соки, сухофрукты, вино, мороженое и пудинги. В 2022 году объем онлайн-продаж манго в Байсэ достиг 4,93 млрд юаней (678,53 млн долл. США). По состоянию на 2023 год объем производства достиг 1,14 млн тонн, площадь плантаций под манго составила 85,82 тыс. га.

## Культура
В июне 2023 года в Байсэ открылся Китайский музей манго.